# Perlový potok
Perlový potok je levostranný přítok řeky Sázavy protékající okresy Pelhřimov a Havlíčkův Brod v Kraji Vysočina. Délka jeho toku činí 23,1 km. Plocha povodí měří 55,4 km².

## Průběh toku
Potok pramení u Plačkova východně od Humpolce v nadmořské výšce okolo 595 m. V nejhornější části napájí Plačkovský rybník a níže po proudu rybník Touškov, po jehož hrázi je vedena silnice II/348. Na horním toku teče potok severovýchodním směrem. U Zdislavic napájí rybníky Zdislavický a Kachlička. Po zhruba dalších dvou kilometrech u obce Věž posiluje jeho tok z pravé strany Boňkovský potok. Dále po proudu se jeho tok postupně obrací na sever, protéká obcí Krásná Hora. Odtud se klikatí k Okrouhlici, kde se vlévá zleva do Sázavy na jejím 153,2 říčním kilometru v nadmořské výšce okolo 400 m.

### Větší přítoky
Jako významný přítok lze uvést pouze Boňkovský potok, který ústí do Perlového potoka zprava u obce Věž.

### Vodní nádrže a rybníky
Vodní nádrže v povodí Perlového potoka podle rozlohy:
| název vodní nádrže | vodní tok        | rozloha (ha) | celkový objem (tis. m³) | retenční objem (tis. m³) |  |
| ------------------ | ---------------- | ------------ | ----------------------- | ------------------------ |  |
| Kachlička          | Perlový potok    | 14,7         | 200,0                   | 90,0                     |  |
| Zdislavický rybník | Perlový potok    | 7,4          | 70,0                    | 36,5                     |  |
| Boňkovský rybník   | Boňkovský potok  | 5,0          | 40,0                    | 26,5                     |  |
| Touškov            | Perlový potok    | 4,7          | 57,0                    | 24,0                     |  |
| Plačkovský rybník  | Perlový potok    | 3,6          | 39,0                    | 2,0                      |  |
| Abrahám            | bezejmenný potok | 3,0          | 30,0                    | 12,5                     |  |
| Kamenický rybník   | Boňkovský potok  | 2,8          | 25,0                    | 15,0                     |  |

## Vodní režim
Průměrný průtok u ústí činí 0,39 m³/s.
M-denní průtoky u ústí:
| M [dní]  | Q30  | Q60  | Q90  | Q120 | Q150 | Q180 | Q210 | Q240 | Q270 | Q300 | Q330 | Q355 | Q364 |
| -------- | ---- | ---- | ---- | ---- | ---- | ---- | ---- | ---- | ---- | ---- | ---- | ---- | ---- |
| Q [m³/s] | 0,94 | 0,62 | 0,47 | 0,37 | 0,30 | 0,24 | 0,20 | 0,16 | 0,13 | 0,10 | 0,08 | 0,05 | 0,04 |